# Novosuctobelba monodentis
Novosuctobelba monodentis är en kvalsterart som beskrevs av Chinone 2003. Novosuctobelba monodentis ingår i släktet Novosuctobelba och familjen Suctobelbidae. Inga underarter finns listade i Catalogue of Life.